# ヤオコー川越美術館
ヤオコー川越美術館（ヤオコーかわごえびじゅつかん）は、埼玉県川越市氷川町にある美術館。埼玉県に所縁の深い洋画家三栖右嗣の作品を収蔵・展示しており、三栖右嗣記念館（みすゆうじきねんかん）とも称する。

## 解説
川越市に本社を置くスーパーマーケットチェーンのヤオコーが、2010年の同社創業120周年記念事業として、2012年（平成24年）3月11日に開館した。同社の芸術分野でのメセナ（社会貢献活動）の一環である。地域の文化サロンとして貢献するように設計されており、展示室を除いた庭や池、三栖右嗣のグッズを各種取り揃えたショップ、ラウンジには入館料なしで入場できる。
川越の総鎮守である氷川神社の北隣に位置し、新河岸川の桜並木に面している。設計は伊東豊雄で、伊東は2018年にヤオコーが建設した本社ビルの設計も手掛けている。
建物は鉄筋コンクリート造（一部鉄骨造）の地上1階建で、内部は展示室2室とエントランスホール、ラウンジの4つの部屋に分かれており、壁面を緩やかに湾曲させることで柔らかな印象を作り出している。展示室は、進むにつれて徐々に明るくなっていく設計である。これは、展示作品がすべて三栖の作品であることから、どの作品も均質に見えるようにするのではなく、展示に沿って変化する空間を作りたいという伊東の考えによるもので、内面的な作品を多く描いていた初期から明るい絵が増えてきた後期へと三栖の画風が変遷していくのに合わせ、展示室の光の印象が変わっていくことを狙っている。また、音楽イベントも開催できる前提の設計であり、ラウンジにはグランドピアノが設置されている。

### 主な所蔵作品
三栖による油絵、リトグラフなど151点を収蔵・展示している。所蔵作品には東京国立近代美術館所蔵の『老いる』（安井賞受賞。1976年）の習作も含まれる。
ヤオコーの実質的な創業者である川野トモが、埼玉県比企郡ときがわ町にアトリエを構えていた三栖の作品に出会い、蒐集してきたものである。トモの長男で当館館長を務める川野幸夫の回想によると、トモは常連客の依頼で三栖の個展に行き、コスモスの絵を購入した。節約を心掛け、それまで絵画にあまり興味がなかったトモが絵を買ったことに幸夫は驚いたが、良い絵と感じ、川野家と三栖の親交が始まった。ヤオコー本社には各階に三栖の作品が飾られており、会長室には三栖が描いた川野一家の集合肖像画もある。

## 所在地・アクセス
埼玉県川越市氷川町109-1
- 東武東上線・川越線の川越駅東口、西武新宿線の本川越駅から東武バスウエストで「川越氷川神社」下車。
- 川越駅や本川越駅からイーグルバスの「小江戸巡回バス」で「氷川神社前」下車。